# Lindsey Kent
Lindsey Kent (Winnipeg, 6 mei 1996) is een Canadese langebaanschaatsster. Kent werd zestiende bij het WK allround in 2022 in Hamar.

## Records

### Persoonlijke records
| Afstand    | Tijd    | Datum            | Baan    |
| ---------- | ------- | ---------------- | ------- |
| 500 meter  | 40,73   | 10 november 2019 | Calgary |
| 1000 meter | 1.17,21 | 5 januari 2020   | Calgary |
| 1500 meter | 2.00,01 | 17 maart 2019    | Calgary |
| 3000 meter | 4.11,20 | 4 januari 2020   | Calgary |

(laatst bijgewerkt: 6 maart 2022)

## Resultaten
| Jaar | WK Allround             |
| ---- | ----------------------- |
| 2022 | NC16 (16e, 17e, 16e, -) |

(#, #, #, #) = afstandspositie op allroundtoernooi (500m, 3000m, 1500m, 5000m).
NC16 = niet gekwalificeerd voor de laatste afstand, maar wel als 16e geklasseerd in de eindrangschikking